# كوران كوردية
كوران كوردية (بالفارسية: کوران کردیه) هي مستوطنة تقع في Khabushan District في إيران. يقدر عدد سكانها بـ 585 نسمة .